# آیه وقت معلوم
آیه ۳۸ سوره ۱۵ قرآن چنین است:
إِلیَ یَوْمِ الْوَقْتِ الْمَعْلُومِ

## ترجمه‌های مختلف فارسی
فولادوند: تا روز [و] وقت معلوم.
طاهری: تا روز [رستاخیز] آن وقت مقرر.
آیتی: تا آن روزی که وقتش معلوم است.

## نظر مفسرین
- تفسیر نمونه، آن را روز پایان جهان می‌داند که همه موجودات می‌میرند و تنها ذات خداوند است که می‌ماند[۱] زیرا بنابر روایتی از جعفر صادق در تفسیر برهان، ابلیس مابین دو نفخه اول و دوم می‌میرد.[۲]
- مجمع البیان، نیز وقت معلوم را آخرین روز تکلیف و نفخه اولی دانسته‌اند که همه خلایق می‌میرند.[۳]
- علامه طباطبایی در المیزان می‌گوید: بسیار روشن به نظر می‌رسد که «یوم وقت معلوم» غیر از «یوم یبعثون» است؛ و معلوم می‌شود خدای تعالی دریغ ورزیده از اینکه او را تا قیامت مهلت دهد، و تا روز دیگری مهلت داده که قبل از روز قیامت است،[۴] همچنین در ذیل آیه ۳۸:۸۱ می‌گوید: آن روز آخرین روزی است که بشر به وسوسه‌های ابلیس، نافرمانی خدای را می‌کند و آن روز قبل از روز قیامت و بعث است.[۵]
- تفسیر عیاشی از جعفر صادق نقل می‌کند که آن روزی است که قائم آل‌محمد گردن شیطان را می‌زند.[۶]
- تفسیر شبر آن را نفخه اولی یا روز مرگ(اجل مسمی) ابلیس یا روز قیامت نام برده‌است.[۷]

## احادیث مرتبط
در حدیثی از جعفر صادق آمده‌است که روز وقت معلوم روزی است که رسول خدا، ابلیس را بر روی صخرهای در بیت‌المقدس ذبح می‌کند.